# Sterrett-Inseln
Die Sterrett-Inseln sind eine kleine Inselgruppe vor der Walgreen-Küste des westantarktischen Ellsworthlands. In der Amundsensee liegen sie 8 km nordwestlich der Edwards-Inseln und 8 km westlich der Canisteo-Halbinsel.
Luftaufnahmen der Flugstaffel VX-6 der United States Navy vom Januar 1960 dienten ihrer Karierung. Das Advisory Committee on Antarctic Names benannte sie im selben Jahr nach James McAnlis Sterrett (1906–1975), Biologe bei der zweiten Antarktisexpedition (1933–1935) des US-amerikanischen Polarforschers Richard Evelyn Byrd.